# Metaheerhuis

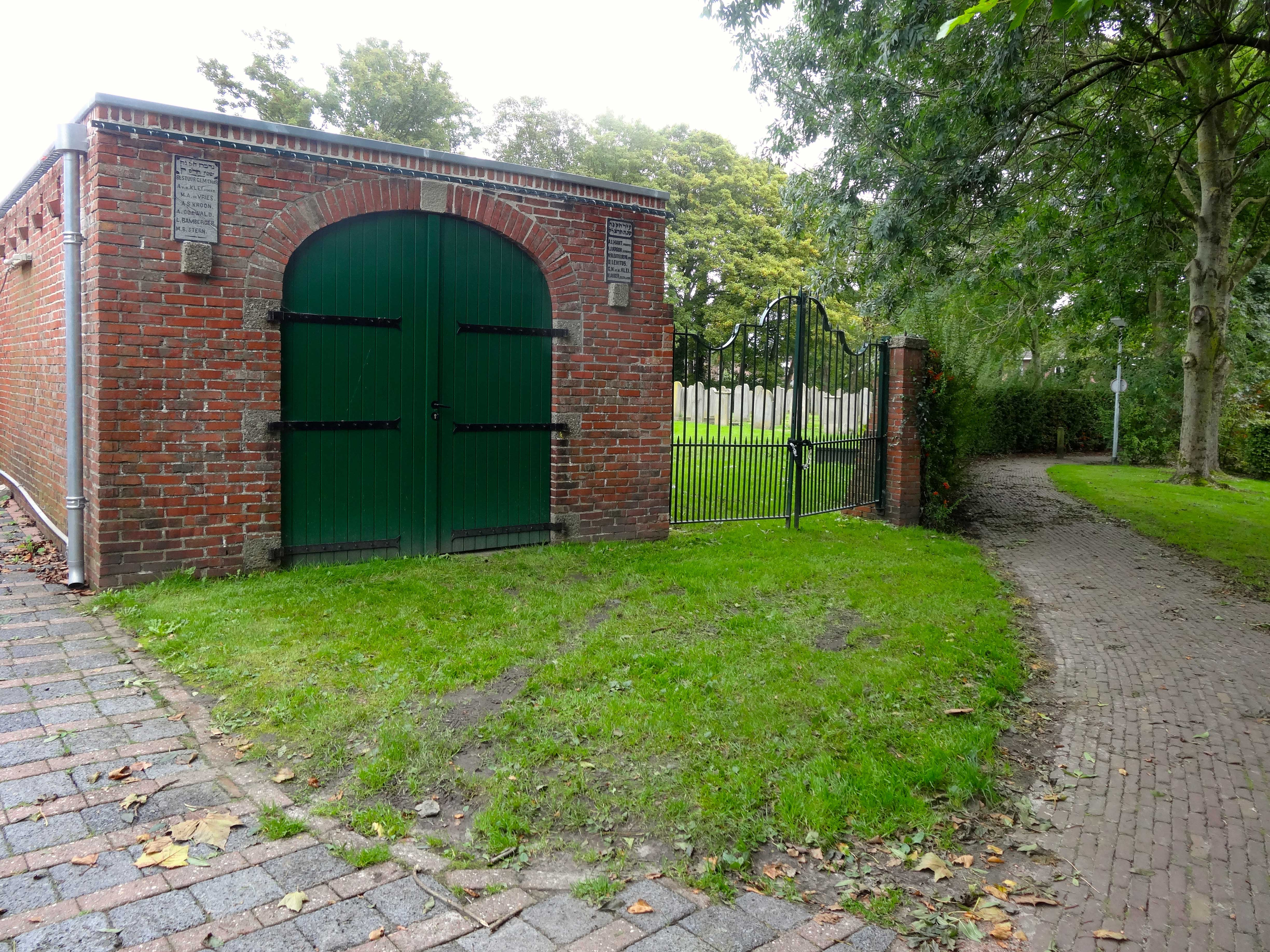
Metaheerhuis op de Joodse begraafplaats van Appingedam

Een metaheerhuis of metaarhuis (Hebreeuws Bet Tohorah) is een lijkenhuis dat zich bevindt op Joodse begraafplaatsen.
Het metaheerhuis is bedoeld voor het ritueel reinigen van overledenen. Bij deze reiniging wordt het lichaam geheel afgedekt met een laken terwijl er kommen warm water over uitgegoten worden. Slechts een beperkte groep speciaal aangestelde mensen is bij het reinigingsritueel betrokken. Een overleden man wordt door mannen gereinigd, bij een overleden vrouw wordt dit door vrouwen gedaan. Voor de begraving wordt in het metaheerhuis een lijkrede uitgesproken. Daarna wordt de dode onder het reciteren van bepaalde psalmen ten grave gedragen.
Na het zeggen van enige gebeden en citaten uit de Talmoed wordt het graf door de aanwezigen gezamenlijk gedicht en wordt door de meest directe nabestaande het kaddisj-gebed gezegd. Het is niet de gewoonte bloemen of kransen te leggen.